# Макфарланд, Рой
Рой Лесли Макфарланд (англ. Roy Leslie McFarland; 5 апреля 1948 года, Ливерпуль) — английский футболист и тренер. Наиболее известен по выступлениям за «Дерби Каунти», в составе которого провёл 442 игры в английском чемпионате. Также сыграл 28 матчей за сборную Англии.

## Карьера

### Игрок
Профессиональную карьеру начал в составе «Транмир Роверс». 25 августа 1967 года перешёл в «Дерби Каунти», за который выступал до 1981 года, став частью команды, которая в 1972 году впервые в своей истории стала чемпионом Англии. В 1975 году команда стала двукратным чемпионом.

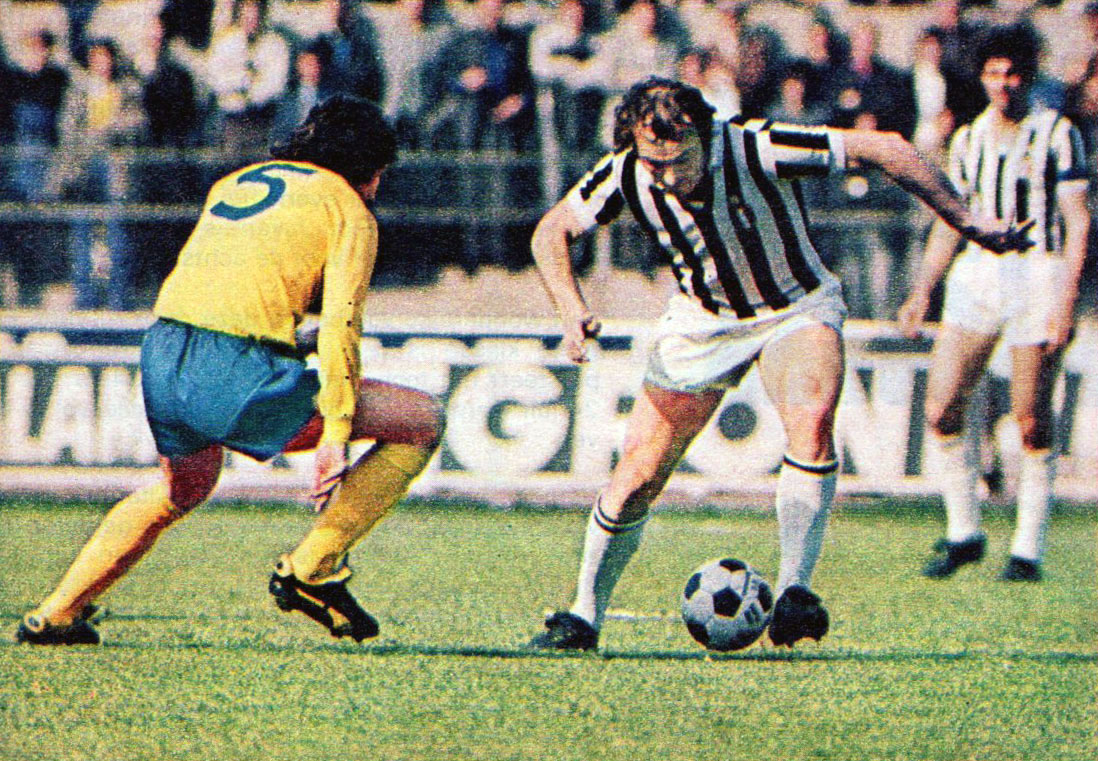
Рой Макфарланд (слева) против Жозе Альтафини в полуфинале Кубка чемпионов 72/73.

Сезон 1981/1982 провёл в составе «Брэдфорд Сити», после чего вновь вернулся в «Дерби Каунти». Завершил карьеру игрока в 1984 году.

### Тренер
Первый опыт тренерской работы получил в сезоне 1981/1982, когда выполнял роль играющего тренера «Брэдфорд Сити».

После завершения игровой карьеры в 1984 году возглавил «Дерби Каунти» в качестве исполняющего обязанности. Затем занимал должность ассистента менеджера, а в 1993 году, после отставки Артура Кокса, занял пост главного тренера. На этом посту он проработал два сезона, после чего перешёл на работу в «Болтон Уондерерс».

Под его руководством команда не показывала стабильных результатов и находилась в зоне вылета. Спустя полгода он был отправлен в отставку.

В конце 1996 года возглавил «Кембридж Юнайтед». В сезоне 1998/99 вывел команду из третьего дивизиона во второй. Покинул клуб в 2001 году.

Сезон 2001/2002 провёл на посту главного тренера «Торки Юнайтед», не добившись с ним успехов.

С 2003 по 2007 год возглавлял «Честерфилд», который успешно сохранял прописку в третьем дивизионе несмотря на финансовые трудности и слабость состава.

В 2009 году вывел «Бертон Альбион» из Национальной лиги в Футбольную лигу.

## Достижения
Дерби Каунти:
- Чемпион Англии: 1971/72, 1974/75